# Gangster Squad
Gangster Squad (bra: Caça aos Gângsteres; prt: Força Anticrime)) é um filme de ação norte-americano, dirigido por Ruben Fleischer e escrito por Will Beall é estrelado por Josh Brolin, Ryan Gosling, Nick Nolte, Emma Stone e Sean Penn. Foi lançado em 11 de janeiro de 2013 nos Estados Unidos e 1 de fevereiro de 2013 no Brasil.
O filme é baseado em uma série de sete reportagens feita pelo jornalista Paul Lieberman e publicada no jornal Los Angeles Times.
O longa-metragem é o segundo dos três filmes— juntamente com 'Amor A Toda Prova' e 'La La Land: Cantando Estações'— em que Ryan Gosling e Emma Stone atuam juntos.
O longa-metragem é o segundo filme em que Sean Penn e Josh Brolin atuam juntos. O anterior foi Milk lançado em 2008.

## Sinopse
Em 1949, em uma Los Angeles pós-guerra, a máfia de Mickey Cohen está criando raízes e expandindo os negócios na costa Oeste. Sem alternativas legítimas, Chief William H. Parker (Nick Nolte) nomeia o Sgt. John O'Mara (Josh Brolin) para liderar um Esquadrão com o objetivo de desmantelar as operações de Cohen e cortar as raízes para a ascensão da máfia na cidade.

## Elenco
- Josh Brolin como Sgt. John O'Mara[7]
- Ryan Gosling como Sgt. Jerry Wooters[7]
- Sean Penn como Mickey Cohen[7]
- Nick Nolte como Chief William H. Parker[8]
- Emma Stone como Grace Faraday[9]
- Anthony Mackie como Det. Coleman Harris[10]
- Giovanni Ribisi como Det. Conway Keeler[11]
- Michael Peña como Det. Navidad Ramirez[12]
- Robert Patrick como Det. Max Kennard[13]